# Julián Martínez
José Julián Martínez Crisanto (La Ceiba, 1º dicembre 2003) è un calciatore honduregno, difensore dell'Alverca e della nazionale honduregna.

## Biografia
È fratello minore di Edwin Solano, a sua volta calciatore professionista.

## Caratteristiche tecniche
È un difensore centrale.

## Carriera

### Club
Ha iniziato a giocare nelle giovanili del Victoria per poi proseguire con quelle del GSM Sport e con quelle degli uruguaiani dal Miramar Misiones fino ad arrivare all'Olimpia nel 2022. ha debuttato in prima squadra il 19 febbraio 2023 nell'incontro di prima divisione honduregna vinto 4-1 contro il Lobos UPNFM. Divenuto titolare nel corso delle stagioni, ha segnato il suo primo gol il 23 maggio 2025 nella finale di andata per l'assegnazione del titolo vinto 2-1 contro il Real España, ripetendosi anche nella gara di ritorno; in seguito è stato nominato miglior giocatore della stagione appena conclusa.
Il 13 agosto 2025 è stato acquistato a titolo definitivo dall'Alverca, club della prima divisione portoghese.

### Nazionale
Nel maggio del 2023 con la nazionale honduregna Under-20 ha partecipato al campionato mondiale di categoria. Il 3 settembre dello stesso anno ha esordito con la nazionale maggiore nell'amichevole pareggiata 0-0 contro il Guatemala e nel mese di novembre ha partecipato agli XIX Giochi panamericani con l'Under-23.
Nel 2025 è stato incluso nella lista dei convocati per la CONCACAF Gold Cup 2025, dove ha raggiunto le semifinali.

## Statistiche

### Presenze e reti nei club
Statistiche aggiornate al 18 agosto 2025.
| Stagione        | Squadra         | Campionato      | Campionato | Campionato | Coppe nazionali | Coppe nazionali | Coppe nazionali | Coppe continentali | Coppe continentali | Coppe continentali | Altre coppe | Altre coppe | Altre coppe | Totale | Totale | Totale |
| Stagione        | Squadra         | Comp            | Pres       | Reti       | Comp            | Pres            | Reti            | Comp               | Pres               | Reti               | Comp        | Pres        | Reti        | Pres   | Reti   |        |
| --------------- | --------------- | --------------- | ---------- | ---------- | --------------- | --------------- | --------------- | ------------------ | ------------------ | ------------------ | ----------- | ----------- | ----------- | ------ | ------ | ------ |
| 2022-2023       | Olimpia         | LN              | 5          | 0          | -               | -               | -               | CCL                | 0                  | 0                  | -           | -           | -           | 5      | 0      |        |
| 2023-2024       | Olimpia         | LN              | 39         | 0          | -               | -               | -               | -                  | -                  | -                  | CCAC        | 2           | 0           | 41     | 0      |        |
| 2024-2025       | Olimpia         | LN              | 37         | 2          | -               | -               | -               | -                  | -                  | -                  | CCAC        | 3           | 0           | 40     | 2      |        |
| lug.-ago. 2025  | Olimpia         | LN              | 2          | 0          | -               | -               | -               | -                  | -                  | -                  | CCAC        | 1           | 1           | 3      | 1      |        |
| Totale Olimpia  | Totale Olimpia  | Totale Olimpia  | 83         | 2          |                 | 0               | 0               |                    | 0                  | 0                  |             | 6           | 1           | 89     | 3      |        |
| 2025-2026       | Alverca         | PL              | 0          | 0          | CP+CdL          | 0               | 0               | -                  | -                  | -                  | -           | -           | -           | 0      | 0      |        |
| Totale carriera | Totale carriera | Totale carriera | 83         | 2          |                 | 0               | 0               |                    | 0                  | 0                  |             | 6           | 1           | 89     | 3      |        |

### Cronologia presenze e reti in nazionale
| Cronologia completa delle presenze e delle reti in nazionale ― Honduras | Cronologia completa delle presenze e delle reti in nazionale ― Honduras | Cronologia completa delle presenze e delle reti in nazionale ― Honduras | Cronologia completa delle presenze e delle reti in nazionale ― Honduras | Cronologia completa delle presenze e delle reti in nazionale ― Honduras | Cronologia completa delle presenze e delle reti in nazionale ― Honduras | Cronologia completa delle presenze e delle reti in nazionale ― Honduras | Cronologia completa delle presenze e delle reti in nazionale ― Honduras |
| Data                                                                    | Città                                                                   | In casa                                                                 | Risultato                                                               | Ospiti                                                                  | Competizione                                                            | Reti                                                                    | Note                                                                    |
| ----------------------------------------------------------------------- | ----------------------------------------------------------------------- | ----------------------------------------------------------------------- | ----------------------------------------------------------------------- | ----------------------------------------------------------------------- | ----------------------------------------------------------------------- | ----------------------------------------------------------------------- | ----------------------------------------------------------------------- |
| 3-9-2023                                                                | Fort Lauderdale                                                         | Guatemala                                                               | 0 – 0                                                                   | Honduras                                                                | Amichevole                                                              | -                                                                       | 68’                                                                     |
| 26-3-2024                                                               | Houston                                                                 | El Salvador                                                             | 1 – 1                                                                   | Honduras                                                                | Amichevole                                                              | -                                                                       |                                                                         |
| 16-3-2025                                                               | Fort Lauderdale                                                         | Honduras                                                                | 1 – 2                                                                   | Guatemala                                                               | Amichevole                                                              | -                                                                       | 68’                                                                     |
| 21-3-2025                                                               | Hamilton                                                                | Bermuda                                                                 | 3 – 5                                                                   | Honduras                                                                | Gold Cup 2025 - Play-off                                                | 1                                                                       |                                                                         |
| 7-6-2025                                                                | George Town                                                             | Isole Cayman                                                            | 0 – 1                                                                   | Honduras                                                                | Qual. Mondiali 2026                                                     | -                                                                       | 87’                                                                     |
| 10-6-2025                                                               | Tegucigalpa                                                             | Honduras                                                                | 2 – 0                                                                   | Antigua e Barbuda                                                       | Qual. Mondiali 2026                                                     | -                                                                       |                                                                         |
| 21-6-2025                                                               | Houston                                                                 | Honduras                                                                | 2 – 0                                                                   | El Salvador                                                             | Gold Cup 2025 - 1º turno                                                | -                                                                       |                                                                         |
| 24-6-2025                                                               | Houston                                                                 | Honduras                                                                | 2 – 1                                                                   | Curaçao                                                                 | Gold Cup 2025 - 1º turno                                                | -                                                                       |                                                                         |
| 28-6-2025                                                               | Glendale                                                                | Panama                                                                  | 1 – 1 dts (4 - 5 dtr)                                                   | Honduras                                                                | Gold Cup 2025 - Quarti di finale                                        | -                                                                       | 49’                                                                     |
| 2-7-2025                                                                | Santa Clara                                                             | Messico                                                                 | 1 – 0                                                                   | Honduras                                                                | Gold Cup 2025 - Semifinali                                              | -                                                                       |                                                                         |
| Totale                                                                  |                                                                         | Presenze                                                                | 10                                                                      |                                                                         | Reti                                                                    | 1                                                                       |                                                                         |

## Palmarès

### Club

#### Competizioni nazionali
- Liga Nacional de Honduras: 4

Olimpia: 2023 (Clausura), 2023 (Apertura), 2024 (Clausura), 2025 (Clausura)

### Individuale
- Miglior giocatore della Liga Nacional de Honduras: 1

2025 (Clausura)